# مطار هوهوت بايتا الدولي
مطار هوهوت بايتا الدولي (بالإنجليزية: Hohhot Baita International Airport) (إياتا: HET، إيكاو: ZBHH) يقع في مدينة هوهيهوت في جمهورية الصين الشعبية. صنف مطار هوهوت بايتا الدولي في المرتبة الخامسة والثلاثون في الصين من حيث عدد الركاب عام 2011 وفقًا لإدارة الطيران المدني في الصين، حيث تعامل مع 4,331,529 راكب، وبلغ إجمالي حركة الطائرات (القادمة والمغادرة) 48,870 طائرة وقد بلغت كمية البضائع المنقولة عبر المطار 25,218 طن.

## شركات الطيران والوجهات
| شركـات طيـران            | الوجهات |
| ------------------------ | --- |
| 9 Air                    | مطار قوانغتشو باييون الدولي، مطار تشنغتشو الدولي |
| طيران الصين              | مطار بكين العاصمة الدولي، مطار تشنغدو شوانغليو الدولي، مطار تشنغدو تيانفو الدولي، مطار تشونغتشينغ جيانغبى الدولي، مطار قوانغتشو باييون الدولي، مطار قوييانغ لونغدونغابو الدولي، مطار هايكو ميلان الدولي، مطار هانغتشو شياوشان الدولي، مطار نانتشانغ تشانغبى الدولي، مطار شانغهاي بودنغ الدولي، مطار شنيانغ تاوكسيان الدولي، مطار تيانجين الدولي، مطار جنكيز خان الدولي الجديد (تستأنف في 6 أغسطس 2023)، مطار ووهان تيانهي الدولي، مطار شيان شيانيانغ الدولي                           |
| Air Travel ‏              | مطار كونمينغ جانغشوي الدولي، مطار نانجينغ الدولي |
| خطوط العاصمة بكين الجوية | مطار قوانغتشو باييون الدولي، مطار هايكو ميلان الدولي، مطار هولونبير هيلار، مطار هانغتشو شياوشان الدولي، مطار حيفي شينكياو الدولي، مطار نانجينغ الدولي، مطار سانيا فينيكس الدولي، مطار تانغشان سانوهي، مطار تشنغتشو الدولي |
| Chengdu Airlines         | مطار قوييانغ لونغدونغابو الدولي، مطار جينان الدولي |
| خطوط شرق الصين الجوية    | مطار حيفي شينكياو الدولي، مطار كورلا، مطار كونمينغ جانغشوي الدولي، مطار لانتشو تشونغ تشوان، مطار لويانغ الدولي، مطار نانتشانغ تشانغبى الدولي، مطار نانجينغ الدولي، مطار غينغادو جياودونغ الدولي، مطار شانغهاي هونغكياو الدولي، مطار شانغهاي بودنغ الدولي، مطار تاييوان وسو الدولي، مطار شيان شيانيانغ الدولي، مطار يانتاي بينجلاي الدولي، مطار ينتشوان هيدونج الدولي |
| طيران الصين اكسبرس       | مطار تشونغتشينغ جيانغبى الدولي، مطار هولونبير هيلار، مطار هاندان، مطار داكسينجانلينج أورقين، مطار اوردوس إيجين هورو، مطار سانيا فينيكس الدولي، مطار شنيانغ تاوكسيان الدولي، مطار أولانهوت، مطار ووهان تيانهي الدولي، مطار تشيانغ مينغانغ، Yan'an |
| خطوط جنوب الصين الجوية   | مطار تشانغشا هوانغوا الدولي، مطار داليان تشوشويزي الدولي، مطار قوانغتشو باييون الدولي، مطار جييانغ شاوشان، مطار لانتشو تشونغ تشوان، مطار لويانغ الدولي، مطار نانجينغ الدولي، مطار نانينغ وشو الدولي، مطار غينغادو جياودونغ الدولي، مطار شنيانغ تاوكسيان الدولي، مطار شينزين باوان الدولي، مطار أورومتشي الدولي، مطار ووهان تيانهي الدولي، مطار شينينغ الدولي، مطار تشانغجياجيه هيهوا، مطار تشنغتشو الدولي، مطار تشوهاى جينوان                                                         |
| Chongqing Airlines       | مطار تشونغتشينغ جيانغبى الدولي، مطار وهاي |
| Fuzhou Airlines          | مطار فوتشو تشانغله الدولي، مطار هولونبير هيلار، مطار هاربين الدولي، مطار ليني شوبولينغ، مطار تاييوان وسو الدولي، مطار شيان شيانيانغ الدولي |
| Genghis Khan Airlines    | مطار اوردوس إيجين هورو، Yan'an |
| طيران جي إكس             | مطار تشنغدو تيانفو الدولي، مطار نانينغ وشو الدولي، مطار ييتشانغ سانشيا |
| خطوط هاينان الجوية       | مطار تشانغشا هوانغوا الدولي، مطار قوانغتشو باييون الدولي، مطار قوييانغ لونغدونغابو الدولي، مطار هايكو ميلان الدولي، مطار هاربين الدولي، مطار نانتشانغ تشانغبى الدولي، مطار نانجينغ الدولي، مطار سانيا فينيكس الدولي، مطار شينزين باوان الدولي، مطار أورومتشي الدولي، مطار سوزهو جوانين، مطار تشنغتشو الدولي |
| Hebei Airlines           | مطار هانغتشو شياوشان الدولي، مطار شيجياتشوانغ تشنغدينغ الدولي |
| Jiangxi Air              | مطار هولونبير هيلار، مطار لينفين ياودو، مطار نانتشانغ تشانغبى الدولي |
| خطوط جونياو الجوية       | مطار شانغهاي بودنغ الدولي |
| طيران لونج               | مطار قوانغتشو باييون الدولي |
| خطوط لاكي الجوية         | مطار تشنغدو تيانفو الدولي، مطار كونمينغ جانغشوي الدولي |
| OTT Airlines             | مطار لويانغ الدولي، مطار نانتشانغ تشانغبى الدولي |
| Qingdao Airlines         | مطار تشانغشا هوانغوا الدولي، مطار هولونبير هيلار |
| Ruili Airlines           | Holingol، مطار شنيانغ تاوكسيان الدولي، مطار شيان شيانيانغ الدولي |
| خطوط شاندونغ الجوية      | مطار تشانغتشو بيننو، مطار جينان الدولي، مطار نانجينغ الدولي، مطار غينغادو جياودونغ الدولي، مطار تيانجين الدولي، مطار شيامن قاوتشي الدولي |
| خطوط شانغهاي الجوية      | مطار شانغهاي بودنغ الدولي |
| خطوط شينزين الجوية       | مطار شنيانغ تاوكسيان الدولي، مطار شينزين باوان الدولي، مطار ووهان تيانهي الدولي |
| خطوط سيتشوان الجوية      | مطار تشنغدو تيانفو الدولي |
| سبرينغ (شركة طيران)      | مطار داليان تشوشويزي الدولي، مطار جييانغ شاوشان، مطار نينغبو ليش الدولي، مطار شيجياتشوانغ تشنغدينغ الدولي، مطار يانغزهو تايزهو |
| خطوط سوبارنا الجوية      | مطار شانغهاي بودنغ الدولي، مطار شينزين باوان الدولي، مطار تشنغتشو الدولي |
| خطوط تيانجين الجوية      | مطار تشانغشا هوانغوا الدولي، مطار داليان تشوشويزي الدولي، Ezhou، مطار فوتشو تشانغله الدولي، مطار هولونبير هيلار، مطار هاربين الدولي، مطار حيفي شينكياو الدولي، مطار هينغيانغ نانيوي، مطار جييانغ شاوشان، Lianyungang، مطار نانتشانغ تشانغبى الدولي، مطار غينغادو جياودونغ الدولي، مطار تيانجين الدولي، مطار ونزهو يونجقيانج الدولي، مطار ووهان تيانهي الدولي، مطار شيان شيانيانغ الدولي، مطار شينتشو وتايشهان، مطار يولين يو يانغ، Zhanjiang، مطار تشنغتشو الدولي، مطار تشوهاى جينوان |
| West Air ‏                | مطار حيفي شينكياو الدولي، مطار جينان الدولي، مطار شينزين باوان الدولي، مطار تشنغتشو الدولي |
| خطوط زيامن الجوية        | مطار تشانغشا هوانغوا الدولي، مطار فوتشو تشانغله الدولي، مطار هانغتشو شياوشان الدولي، مطار نانتونغ شينغ دونغ، مطار جينجيانغ تشيوانتشو، مطار ووهان تيانهي الدولي، مطار شيامن قاوتشي الدولي |

### الشحن
| شركـات طيـران                | الوجهات                                                           |
| ---------------------------- | ----------------------------------------------------------------- |
| الخطوط الجوية الصينية للبريد | مطار نانجينغ الدولي، مطار تاييوان وسو الدولي، مطار تشنغتشو الدولي |
| خطوط أس أف الجوية            | مطار هانغتشو شياوشان الدولي                                       |